# Diga di Bremgarten-Zufikon
La diga di Bremgarten-Zufikon è una diga a gravità situata nel canton Argovia, in Svizzera, tra Bremgarten e Zufikon, sul fiume Reuss.

## Descrizione
Ha un'altezza di 19 metri e il coronamento è lungo 310 metri. Il lago ha un volume massimo di 2,2 milioni di metri cubi e un'altitudine massima di 380 m s.l.m. Lo sfioratore ha una capacità di 1350 metri cubi al secondo.
La centrale al suo interno ha una potenza energetica di 20 MW, e produce annualmente 106 Gwh di energia.
Le turbine che creano energia sono di tipo Kaplan.